# Thu hải đường lá xẻ
Thu hải đường lá xẻ (danh pháp: Begonia pedatifida) là một loài thực vật có hoa trong họ Thu hải đường. Loài này được H.Lév. miêu tả khoa học đầu tiên năm 1909.